# Lincoln Park (San Francisco)

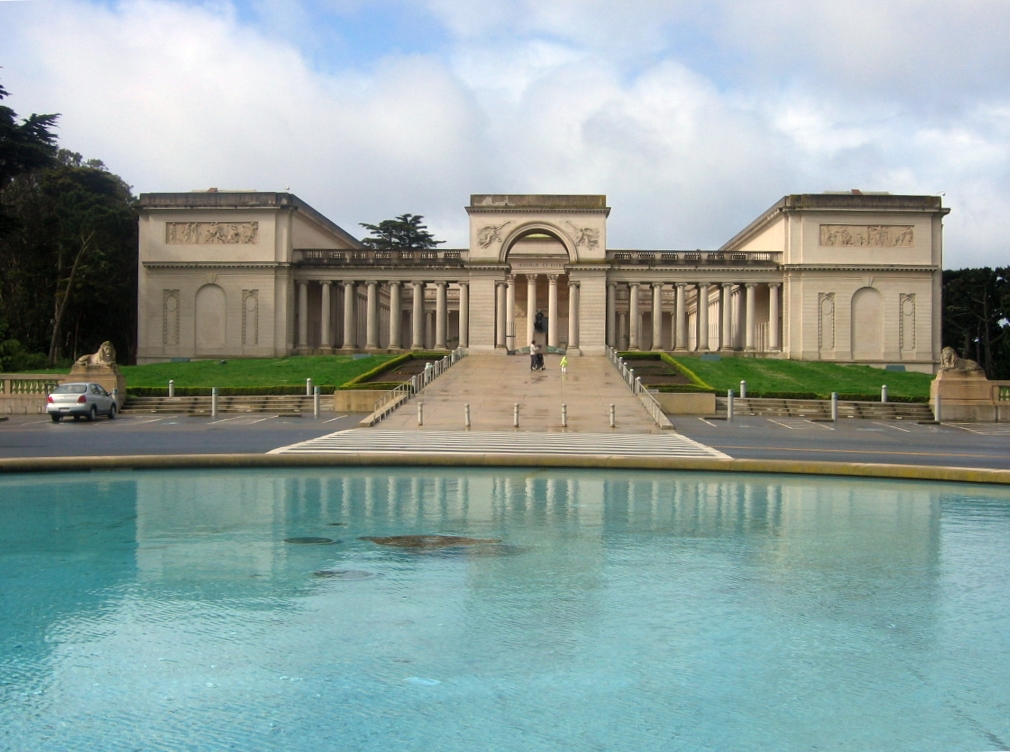
Das Kunstmuseum im Park

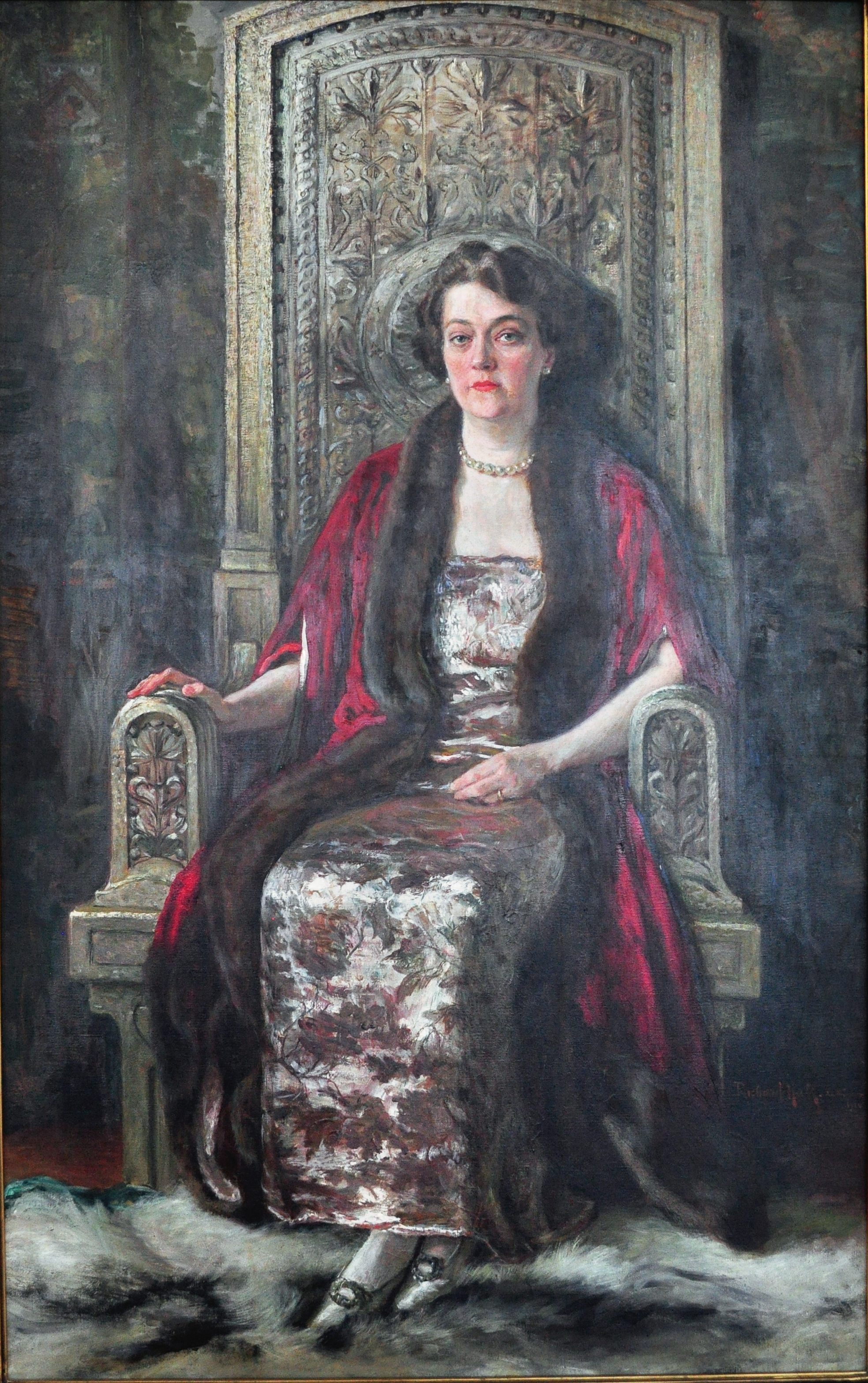
Porträt der Gründerin Alma de Bretteville Spreckels (1881–1968)

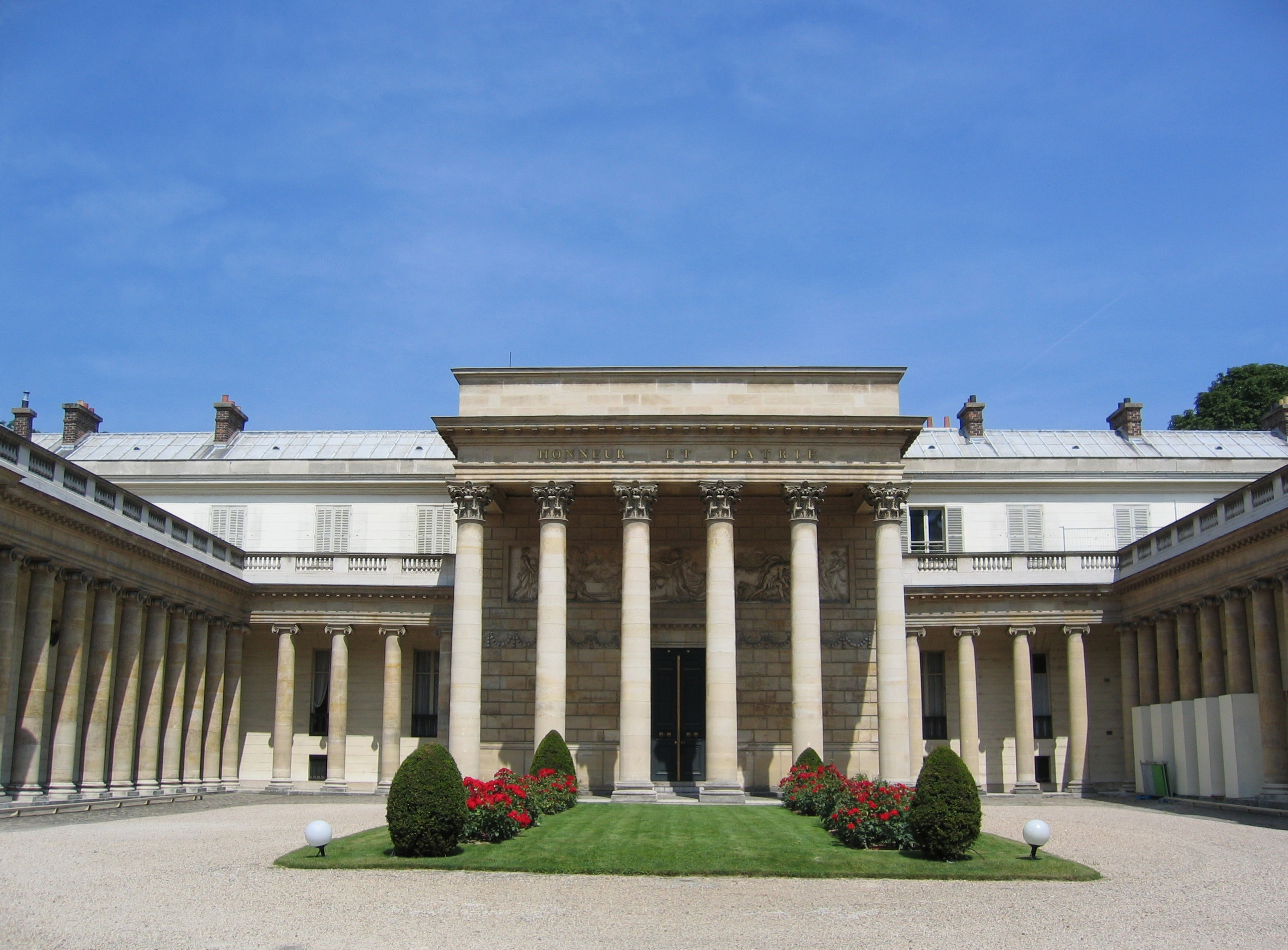
Vorgabe:Ehrenhof des Hotel de Salm (Palace Légion-d’honneur), Paris

Der Lincoln Park in San Francisco, Kalifornien wurde 1909 dem amerikanischen Präsidenten Abraham Lincoln gewidmet.

## Lage
Die 0,4 km² große Anlage liegt im Nordwesten der Halbinsel von San Francisco und war ab 1870 ein Friedhof in dem besonders Chinesen und Immigranten beerdigt wurden. 1909 wurde daraus eine Parkanlage. Sie befindet sich nördlich des Stadtteils Richmond am westlichen Ende des Lincoln Highways, der 1913 eingeweihten ersten transkontinentalen Straßenverbindung in den Vereinigten Staaten. 1928 eröffnete hier auch ein Par-68-Golfplatz, in dem das jährliche San Francisco City Golf Championship stattfindet.

### Sehenswertes
Seit 1923 existiert hier das Kunstmuseum Legion of Honor, einer Galerie mit Gemälden von Édouard Manet, Paul Cézanne, Pierre-Auguste Renoir und anderen französischen Impressionisten und kuratiert zusätzlich wechselnde temporäre Ausstellungen und graphische Sammlung, die Stärken liegen im Altmeister-Bereich, dem neunzehnten Jahrhundert, insbesondere Frankreich, mit einer der besten Rodin-Sammlungen weltweit.
Das Gebäude ist eine Kopie des Légion-d’honneur-Gebäudes in Paris und wurde, typisch San Francisco, hier im Maßstab von eins zu drei Viertel aufgebaut. Die Gründerin Alma de Bretteville Spreckels (1881–1968), war eine leicht exzentrische, sehr interessante Frau, ihre Sammlung ist die Basis.
Das Museum ist recht bekannt, auch weil Alfred Hitchcock dort 1958 berühmte Szenen für seinen Film „Vertigo“ gedreht hat.